# The Drill
The Drill est un producteur originaire d'Israël. En 2005, son titre éponyme The Drill est n°1 des charts européen, n°1 du club 40.

## Discographie

### Albums
- 2004 : The Drill

### Singles
- 2004 : The Drill
- 2005 : One More Night
- 2006 : Queen Bee